# 마에다 노부테루
마에다 노부테루(前田 亘輝, 1965년 4월 23일 ~)는 일본의 남성 음악가이다. 록 밴드 TUBE의 보컬을 맡고 있으며, 그 외 작사가, 작곡가, 음악 프로듀서, 마주로도 활동하고 있다. 가나가와현 아쓰기시 출신이다.